# Iglesias y conventos de Goa
Iglesias y Conventos de Goa es un conjunto de monumentos religiosos localizado en Goa Vieja, en el estado de Goa, en la India, declarado Patrimonio de la Humanidad por la UNESCO en 1986.

Goa fue la antigua capital de las Indias portuguesas y un centro para la evangelización de Asia desde el siglo XVI. Las criterios para incluir los monumentos religiosos de Goa en la lista del Patrimonio de la Humanidad son:
 1) la influencia de los monumentos en la difusión de las formas artísticas occidentales: los estilos manuelino, manierista y barroco, en toda Asia, donde se establecieron las misiones católicas;  

 2) el valor del conjunto de monumentos de Goa como un ejemplo excepcional que ilustra el trabajo de evangelización y  

 3) el valor específico de la presencia en la Basílica de Buen Jesús con la tumba de San Francisco Javier, que ilustra un evento de importancia mundial: la influencia de la religión católica en el Asia de la edad moderna. 

## Histórico
La ciudad de Goa Vieja fue fundada en el siglo XV por los gobernantes musulmanes del Sultanato de Bijapur como puerto en el río Mandovi. El acuerdo fue tomado en 1510 por Afonso de Albuquerque, primer virrey de la India, con la ayuda del corsario Timoja, permaneciendo casi continuamente bajo el dominio portugués hasta el siglo XX. 

San Francisco Javier, el apóstol de Oriente.

Los misioneros jesuitas, franciscanos y de otras órdenes religiosas se establecieron en la Goa del siglo XVI, utilizada como centro para la difusión del catolicismo en la India. Los colonizadores fueron inicialmente tolerantes con el hinduismo y otras religiones, pero a partir de 1560 la difusión del catolicismo se vio reforzada por la llegada de la Inquisición a Goa, muy temida en su momento. Los siglos XVI y XVII fueron la edad de oro de Goa, que ordenó un floreciente comercio y llegó a tener privilegios administrativos similares a los de Lisboa. En los primeros dos siglos de presencia portuguesa, la mayoría de las iglesias y conventos que aún pueblan la ciudad se construyeron, siendo una razón de admiración para los viajeros que pasaron por Goa Estos monumentos reflejan el intercambio cultural entre portugueses e indios: mientras que las formas arquitectónicas siguen los cánones europeos, la decoración interna de altares, retablos, pinturas y muebles reflejan la mano de obra de artistas locales. Esto fue posible gracias a la gran tradición escultórica de los artistas indios de la región de Goa, que no hizo necesario importar mano de obra artística a gran escala, como lo hizo en la colonia Brasil
Desde finales del siglo XVII, la competencia comercial con los holandeses y los británicos llevó al declive económico de Goa Velha, al mismo tiempo que Brasil se convirtió en la colonia más importante para Portugal. Además, varias epidemias han afectado a la ciudad y el puerto del río Mandovi se ha vuelto inadecuado para los barcos más modernos. El virrey se mudó a Panjim (Nueva Goa) en 1759, y Goa Vieja perdió oficialmente su estatus de capital en 1843.
En el siglo XX, después de varios años de hostilidades y tratos diplomáticos, las tropas indias invadieron y anexaron Goa y las regiones circundantes a la India, poniendo fin a siglos de presencia portuguesa en el subcontinente. La influencia cultural, sin embargo, continúa hasta nuestros días y es evidente en los monumentos religiosos de Goa, declarados Patrimonio de la Humanidad por la UNESCO en 1986.

## Monumentos

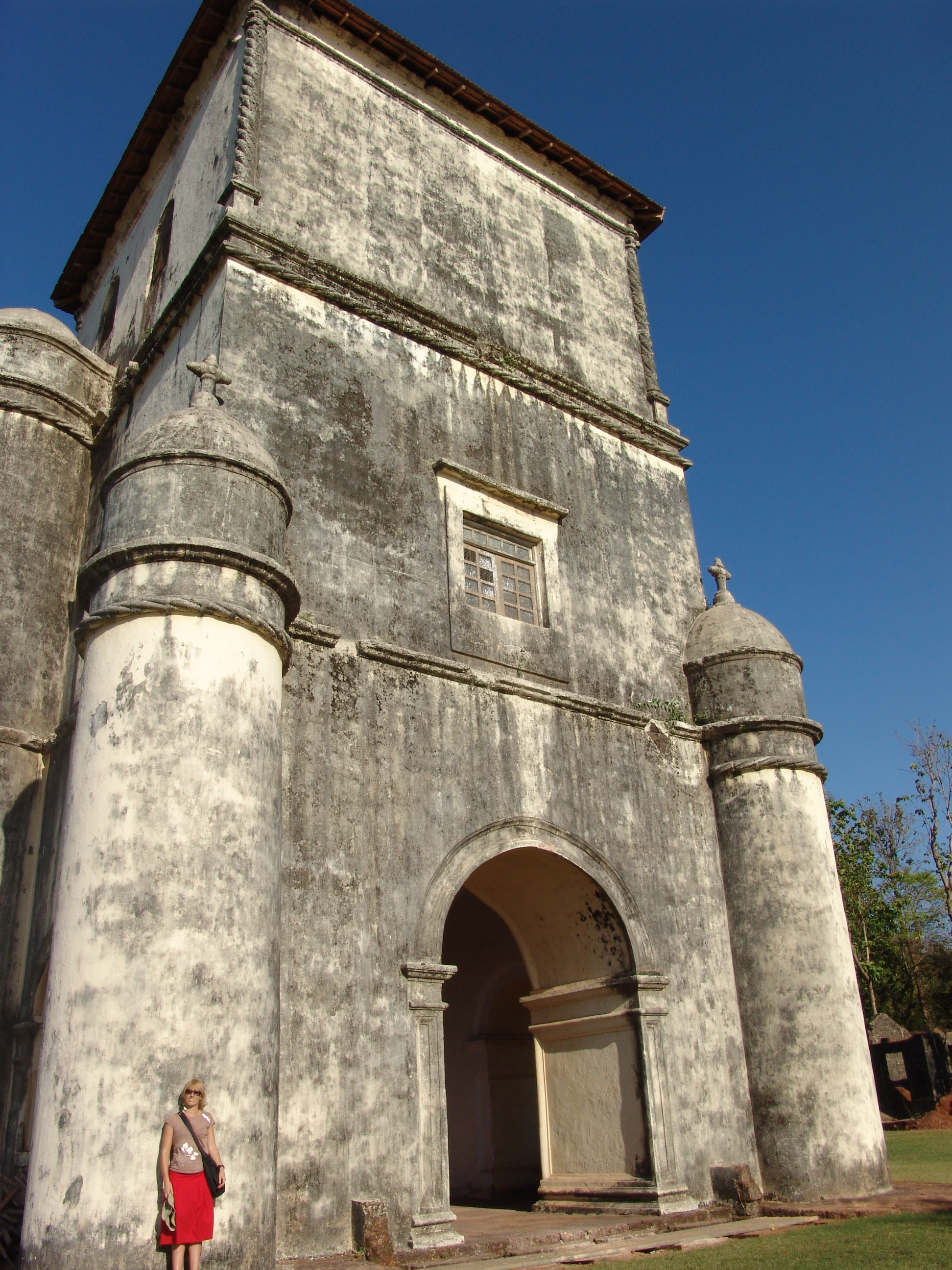
Iglesia del Rosario, de estilo manuelino tardío, la más antigua de Goa.

### Iglesia de la Virgen del Rosario
La Iglesia de la Virgen del Rosario, construida en 1543, es la más antigua de las iglesias en el Goa Viejo que aún está en pie. Inicialmente era una iglesia parroquial, y luego colegiata. Desde el exterior, la pequeña iglesia parece una fortaleza; el pórtico de entrada flanqueado por pequeñas torres cilíndricas con cúpulas es típico del gótico tardío manuelino portugués, particularmente en la región del Alentejo. En el interior, destacan las bóvedas manuelinas de las capillas. En el presbiterio, además del retablo dedicado a Nuestra Señora del Rosario, hay un cenotafio de alabastro tallado en estilo persa o hindú, con la inscripción: "Aquí yace Doña Catarina, esposa de García de Sá, quien ruega a quién esto lea que pida a Dios misericordia para su alma". En el pavimento de abajo está la tumba de García de Sá (fallecida en 1549), el sucesor de João de Castro como gobernador de la India.

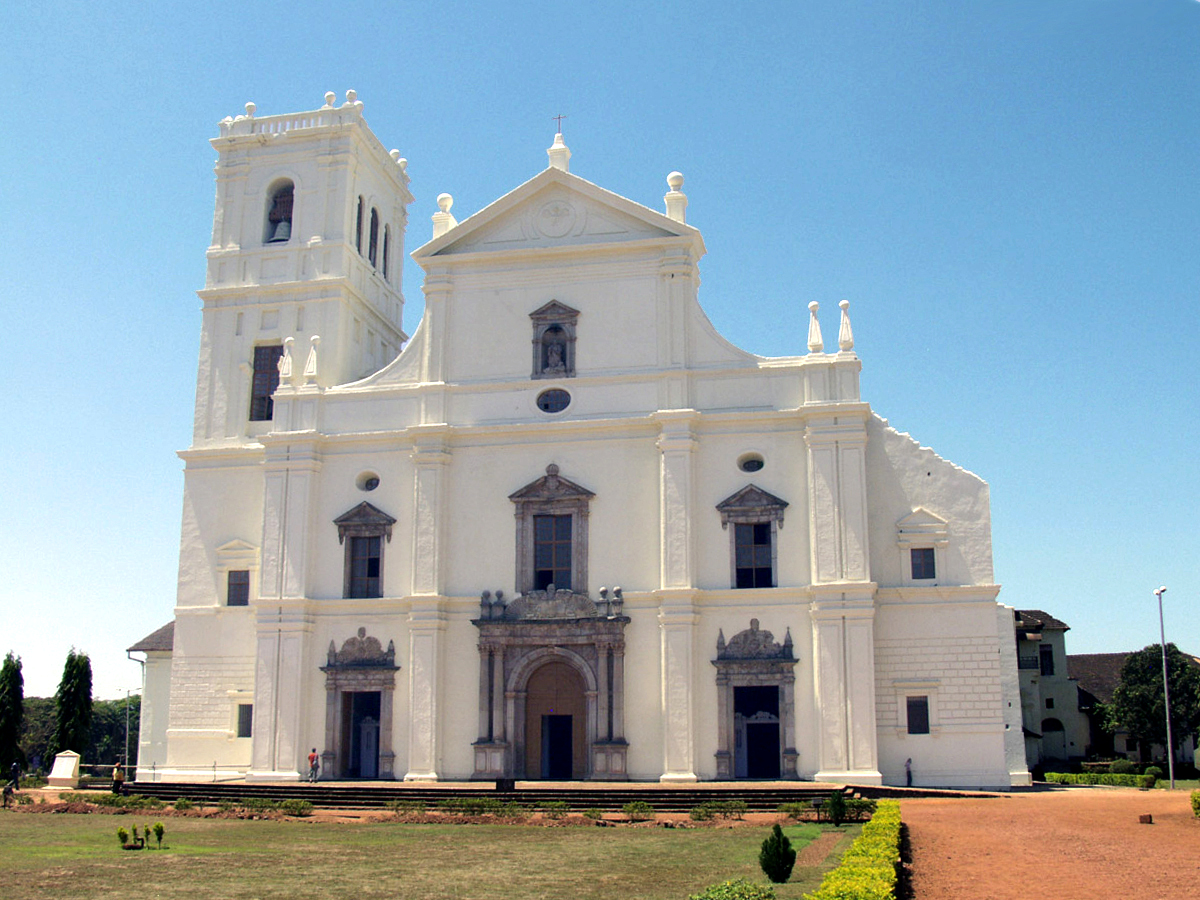
Catedral de Goa

### Catedral de Goa
Goa fue elevada a sede episcopal en 1534 por el papa Pablo III, y fue elevada a catedral una iglesia dedicada a Catalina de Alejandría construida en las primeras décadas de colonización. Esta pequeña iglesia, insuficiente para servir a los fieles, fue reconstruida a partir de 1562, durante el gobierno del virrey D. Francisco Coutinho. La construcción fue extremadamente lenta, ya que en 1619 solo el cuerpo de la iglesia estaba completo, y faltaba la fachada, completada en 1631. 
La sede de Goa es el edificio más grande construido por los portugueses en Asia, de 91 metros de largo y muy ancho, lo que probablemente contribuyó a la lentitud de las obras. La iglesia tiene tres naves de igual altura, en forma de iglesia de salón, como otras catedrales portuguesas de la época, como las sedes de Miranda de Duero (comenzada en 1552), Leiria (comenzada en 1559) y Portalegre (comenzada en 1556) La fachada severa, con tres portales, tiene una sola torre: la de la derecha fue destruida durante una tormenta en 1766. Las naves de la iglesia están abovedadas y separadas por dos órdenes de pilares. La decoración interior destaca el magnífico retablo del presbiterio en dorado. 

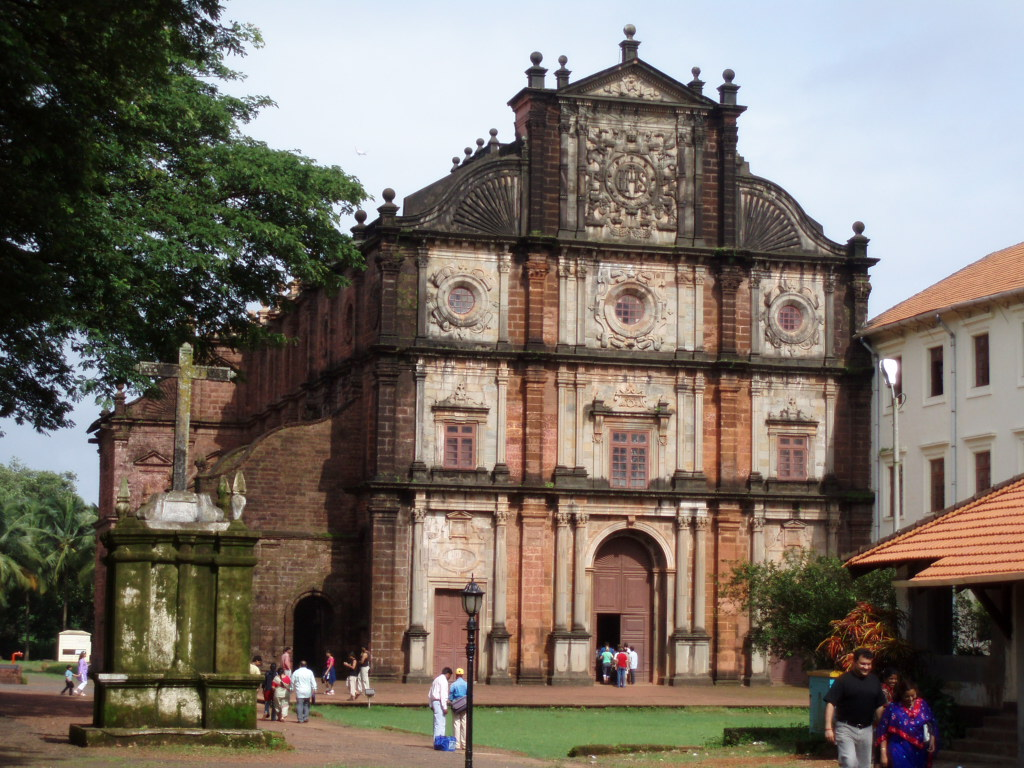
Basílica del Buen Jesús.

### Basílica del Buen Jesús
La Compañía de Jesús llegó a Goa en 1542, siendo su figura más importante en aquellos primeros tiempos la de Francisco Javier, considerado el Apóstol de Oriente por su trabajo en la evangelización de Asia. Algún tiempo después de su llegada, los jesuitas crearon un centro educativo religioso, el Colégio de San Pablo Paulo o San Roque, que tenía una gran biblioteca y tipografía, pero este complejo fue destruido en 1830. El gran monumento jesuita que sobrevivió es la Basílica de Buen Jesús, iniciada en 1594 y sagrada en 1605, en la que trabajaron el ingeniero goano Júlio Simão y el jesuita portugués Domingos Fernandes. Siguiendo el modelo de iglesias jesuitas portuguesas como la Iglesia de Espírito Santo de Évora y la Iglesia de São Roque de Lisboa, Buen Jesús es un templo de una sola nave; está cubierto por un techo de madera curvado y no tiene capillas laterales, excepto dos capillas en el área del crucero. La fachada de la iglesia, diseñada por Domingos Fernandes, es de estilo manierista y tiene tres portales y tres pisos compartimentados por cornisas ; En la fachada hay un gran cuerpo escénico con un frontón decorado con una tarjeta con los brazos de la Compañía de Jesús y flanqueado por pergaminos.
El mayor tesoro del interior de la iglesia es la capilla del crucero donde, desde 1655, se han encontrado los restos de Francisco de Javier, en una urna de plata finamente trabajada por artistas locales. La urna se encuentra en un mausoleo ejecutado por el artista florentino Giovanni Battista Foggini en 1697. Este monumento, en mármol italiano, fue ofrecido por el Gran Duque de Toscana, Cosme III de Médici, y creado en el acto por un artista enviado especialmente, Placido Francesco Ramponi, quien llegó a Goa en 1698 para este propósito. El presbiterio tiene un retablo dorado, fechado hacia 1699, dedicado al Niño Jesús con una imagen de Ignacio de Loyola, el fundador de la Orden. 
La Basílica del Bueno Jesús de Goa fue clasificada, en 2009, como una de las Siete Maravillas de Origen Portugués en el Mundo.

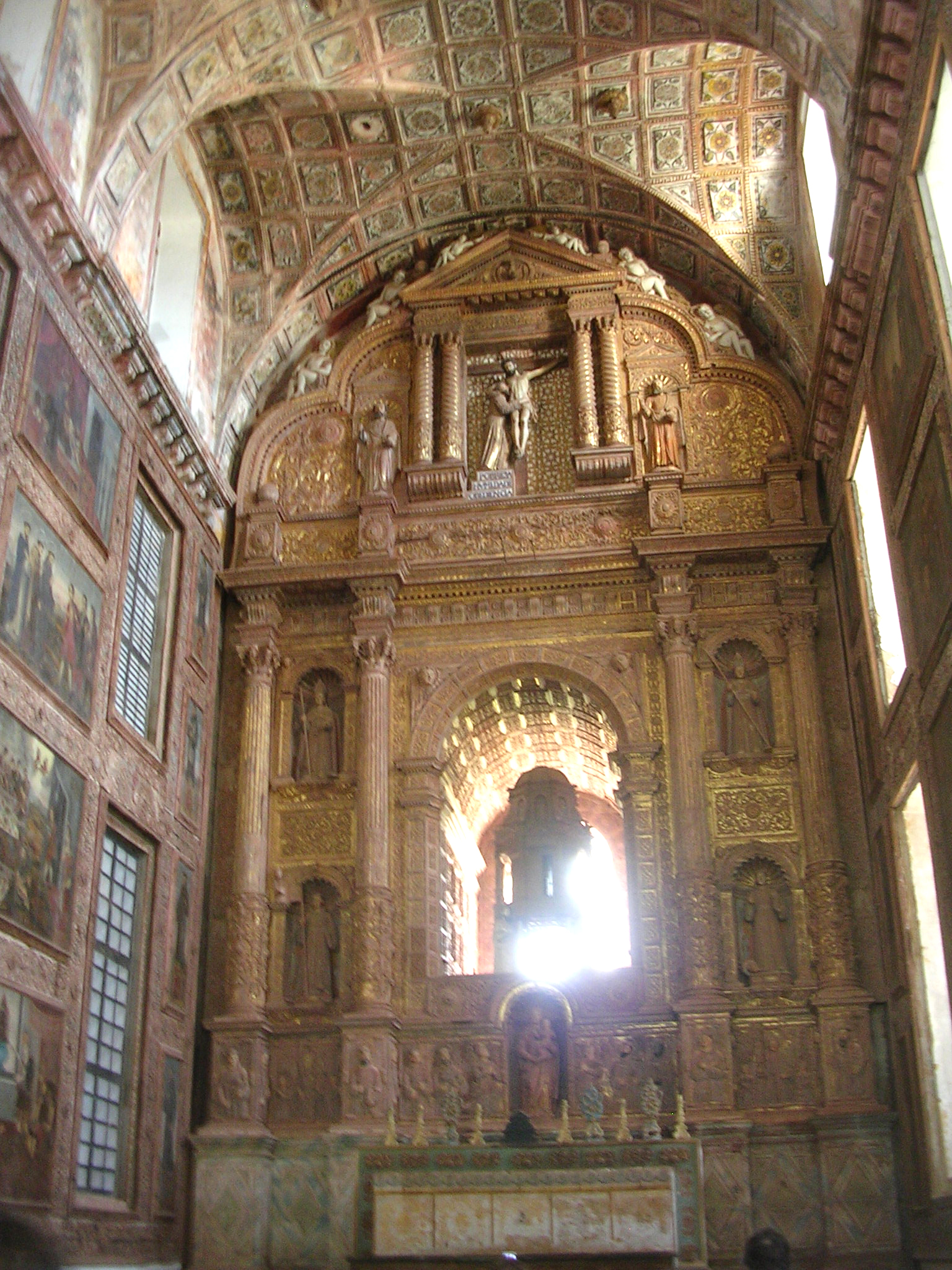
Altar mayor de la Iglesia de S. Francisco de Asís

### Iglesia de San Francisco de Asís
La Orden Franciscana fue la primera en establecerse en Goa, obteniendo el permiso en 1517 del Rey D. Manuel I para construir un convento. La iglesia primitiva se completó en 1521, pero fue completamente reconstruida a partir de 1661, pero se conservó un portal de estilo manuelino, incorporado a la fachada manierista de la nueva iglesia. Este portal de piedra oscura tiene un perfil trilobulado manuelino típico y un borde flanqueado por esferas armilares, símbolos de D. Manuel. La fachada es estrecha y alta, con dos torres con una sección octogonal. Delante hay un gran crucero de granito.
El interior es de una sola nave abovedada, con capillas laterales y crucero, cubierto con estuco y pinturas. El piso de la iglesia, como otras iglesias en Goa, tiene una gran cantidad de tumbas con inscripciones y escudos de armas. El presbiterio tiene varias pinturas sobre la vida de San Francisco de Asís y un gran retablo tallado en dorado con fecha de 1670 con una imagen de Jesús en la cruz abrazando a San Francisco con un brazo. Detrás del retablo, visible a través de una abertura, hay un tabernáculo esculpido, sostenido por estatuas de los Cuatro Evangelistas, que se utilizó para mostrar el Santísimo Sacramento y el copón.

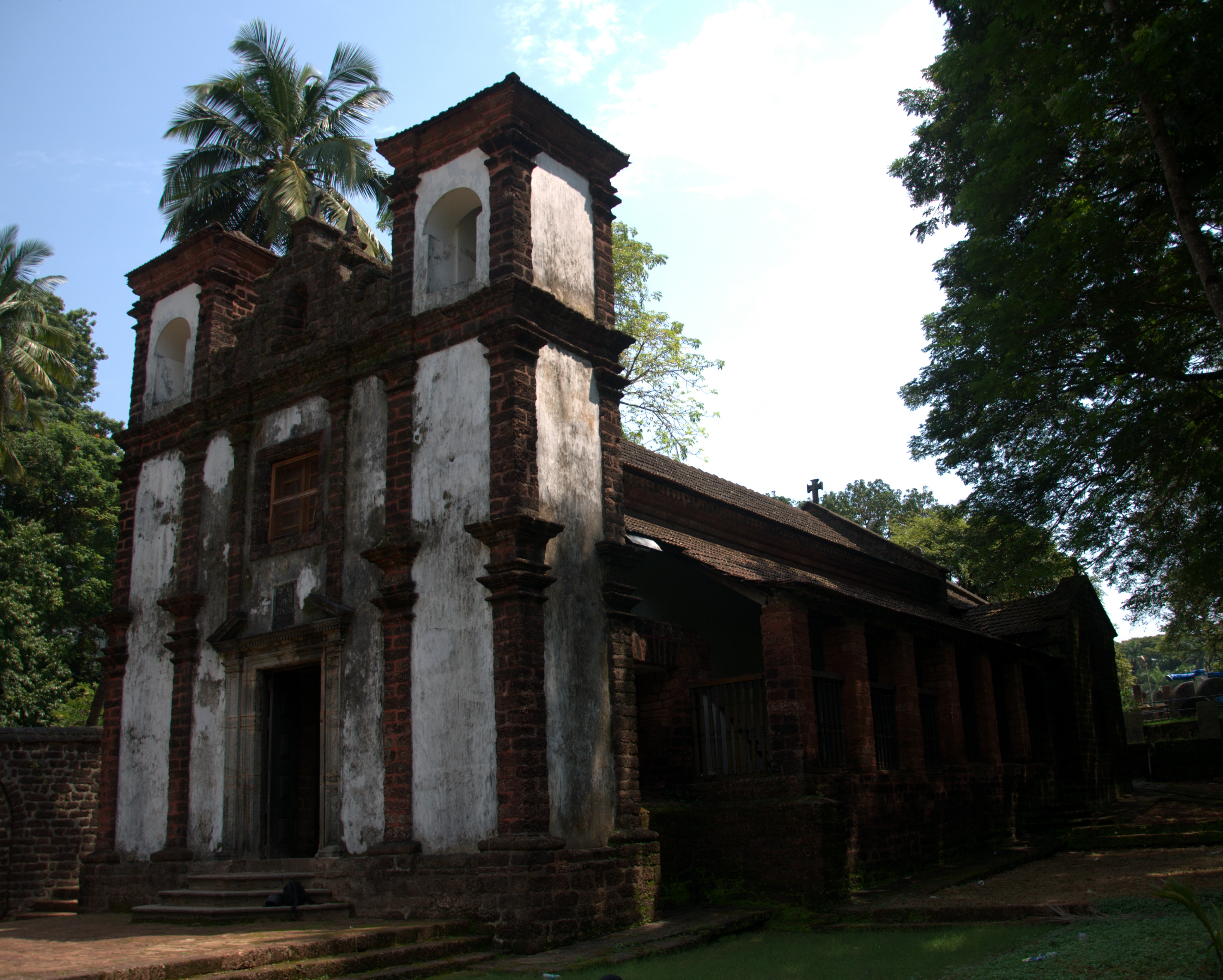
Capilla de Santa Catalina

### Capilla de Santa Catalina
En 1510, las tropas de Afonso de Albuquerque entraron en la ciudad de Goa. Se erigió una capilla cerca de la puerta del muro musulmán de Goa, donde invadieron los portugueses.  Esta capilla estaba ubicada cerca del sitio del Hospital Real, que se elevaba al norte del Convento de São Francisco, cerca del Arsenal.
Es un edificio rectangular de una sola nave, con cabecera cuadrada. El volumen es simple y la fachada con tres cuerpos separados por pilastras. El cuerpo central tiene una puerta de dintel recta axial, en piedra, con un frontón triangular interrumpido, coronado por una ventana flanqueada por dos campanarios de sección cuadrangular y techo a dos aguas. El interior de la iglesia es de una sola nave, el presbiterio está hecho de piedra, con un techo cilíndrico en forma de barril, también en piedra.  

### Ruinas de la iglesia de San Agustín
Los agustinos llegaron a Goa en el siglo XVI, fundando un convento y construyendo una iglesia a partir de 1597. Ambos están actualmente en ruinas; La bóveda de la iglesia se derrumbó en 1842 y las fachadas cayeron en 1936. De los restos de la iglesia, el más impresionante es una parte de una torre que aún está en pie. Se sabe que la fachada original estaba flanqueada por dos enormes torres de cinco pisos, y el plano interno era de una sola nave con capillas laterales y crucero.

### Iglesia de la Divina Providencia (San Cayetano)
En 1639, religiosos de la Orden de Teatinos llegaron a Goa para fundar un convento. Construyeron una iglesia entre 1656 y 1661, dedicada a São Caetano y Nossa Senhora da Divina Providência, diseñada por los arquitectos italianos Carlo Ferrarini y Francesco Maria Milazzo con un plan en forma de cruz griega. La fachada, terminada en 1661, imita la fachada de Carlo Maderno para la Basílica de San Pedro de Roma.

## Galería

Iglesias y conventos de Goa
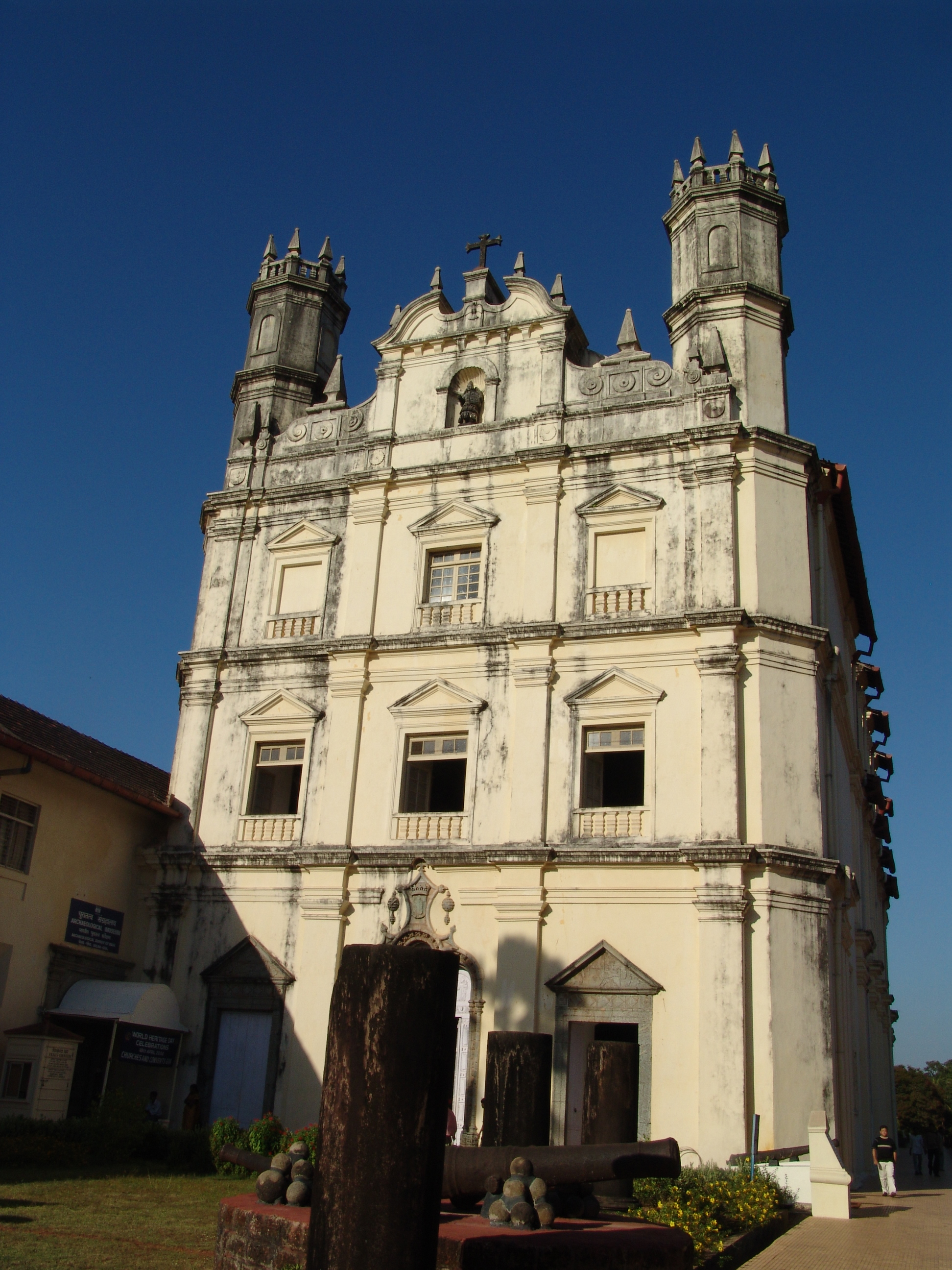
Fachada de la Iglesia de S. Francisco
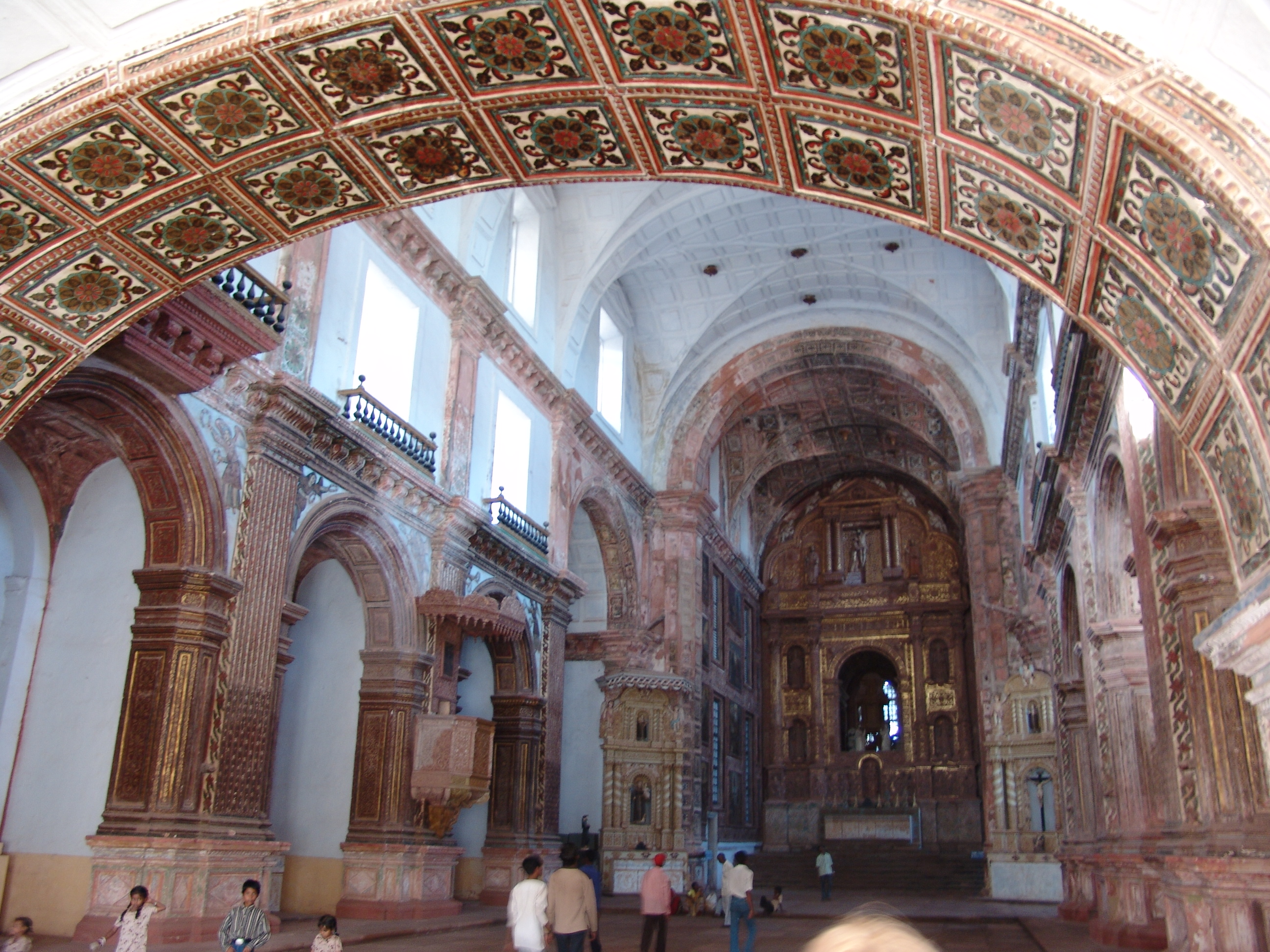
Nave de la Iglesia de S. Francisco
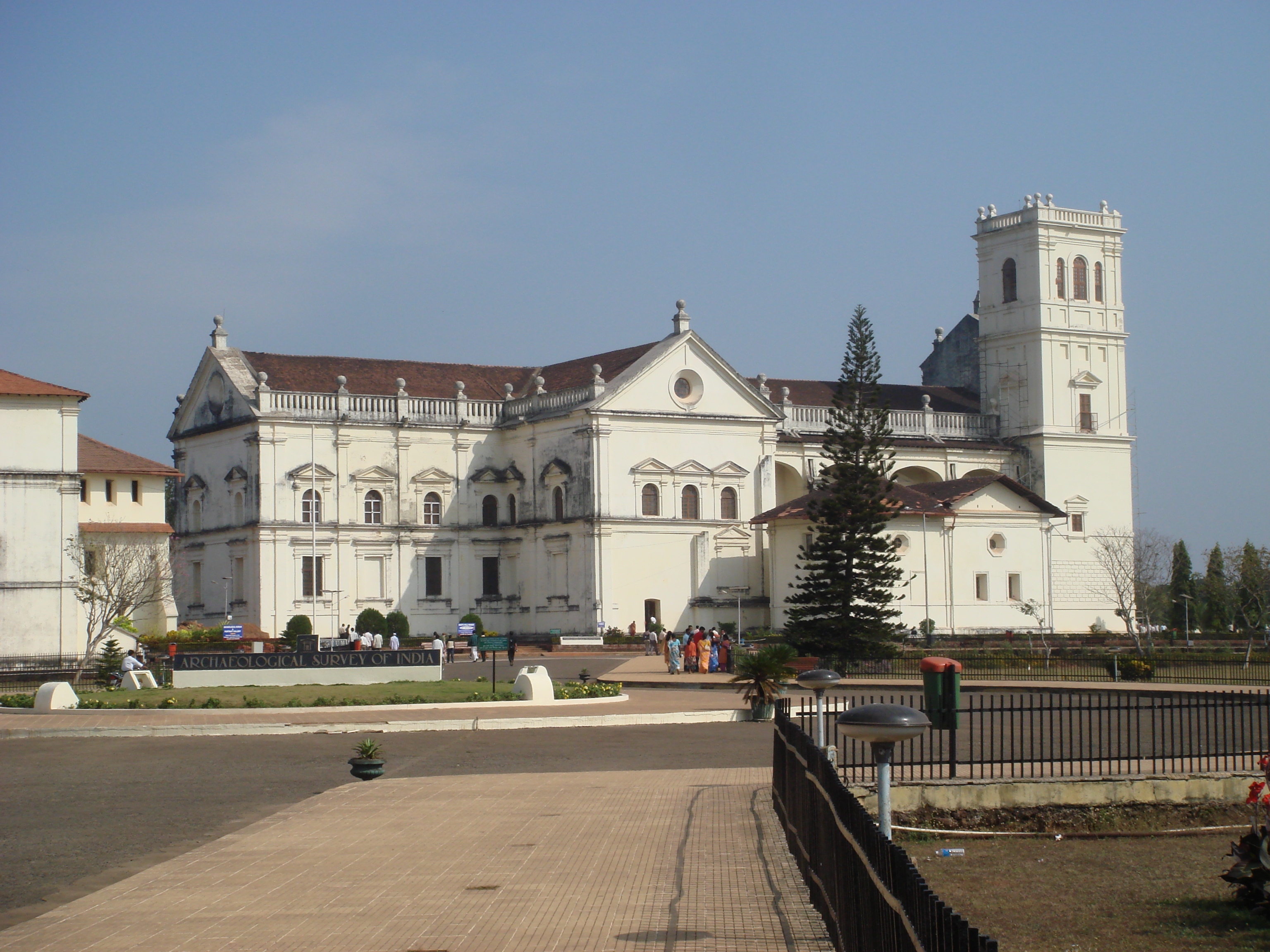
Catedral de Santa Catalina
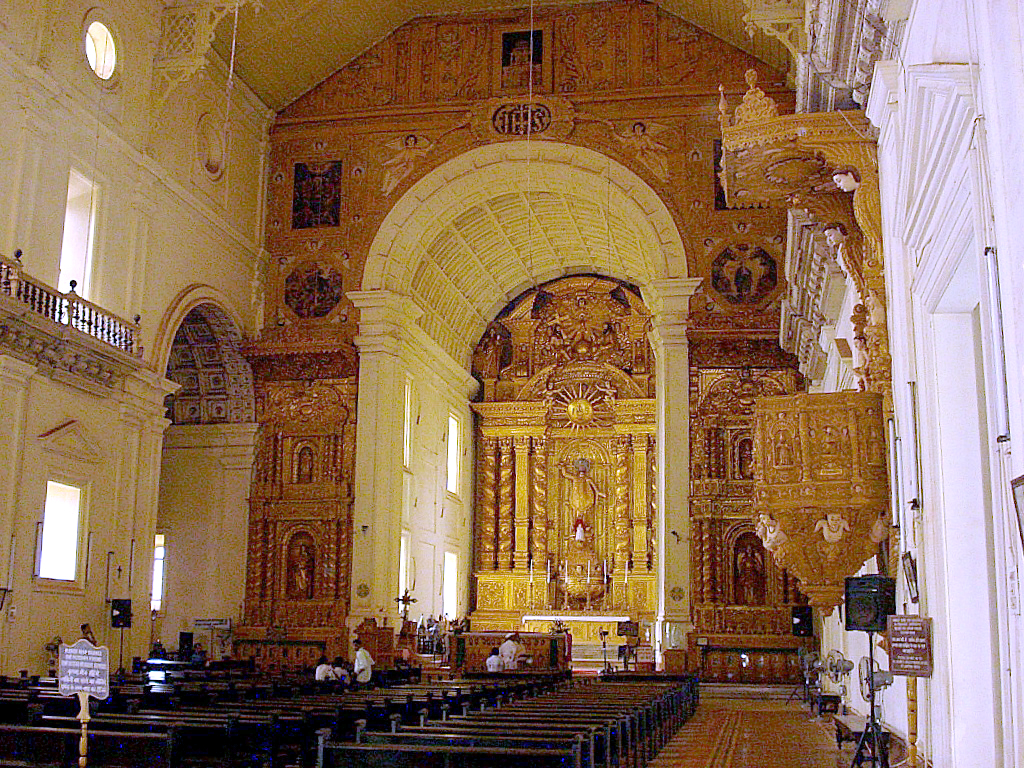
Nave de la Basílica de Buen Jesús
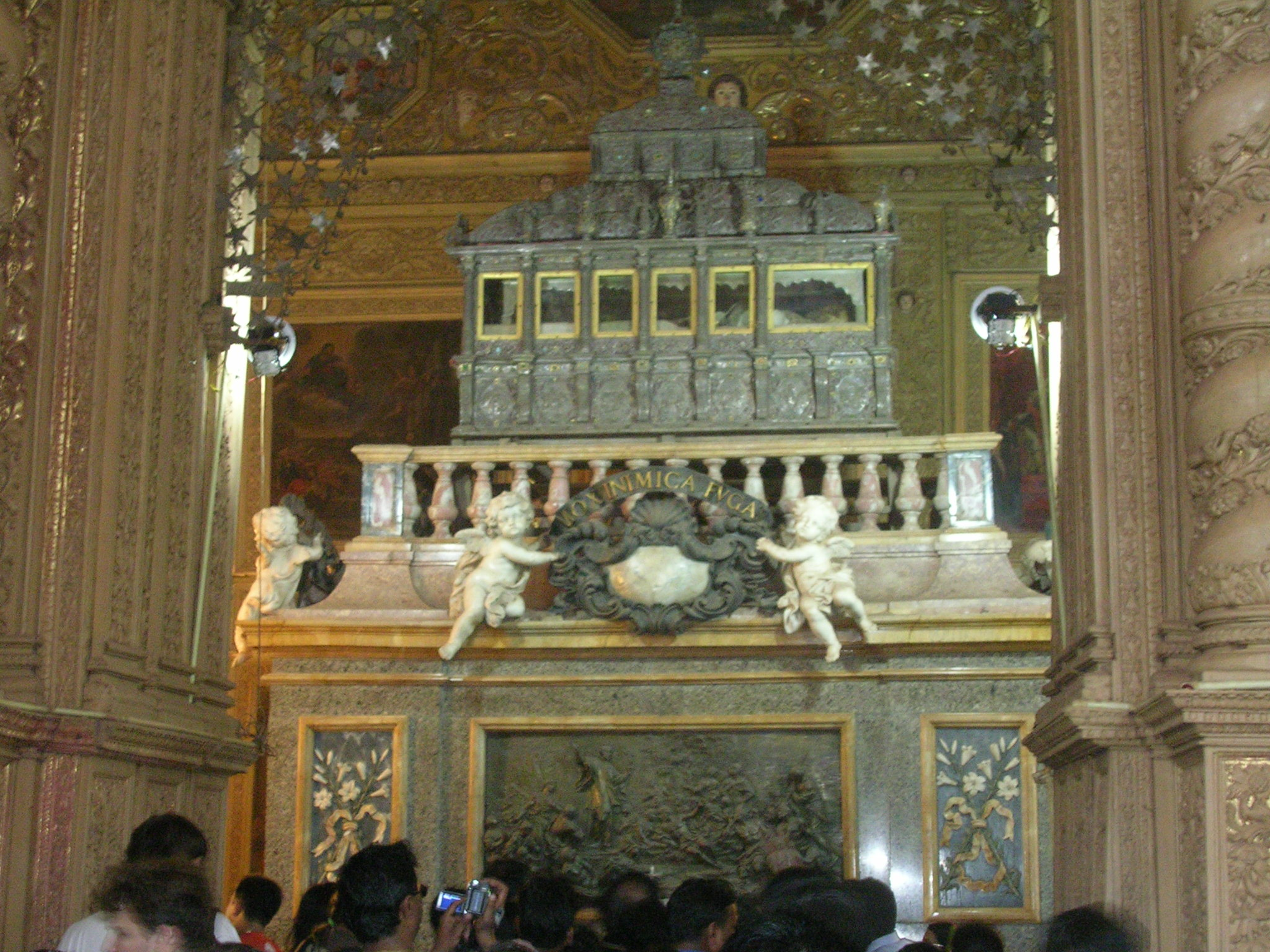
Tumba de San Francisco Javier en la Basílica de Buen Jesús
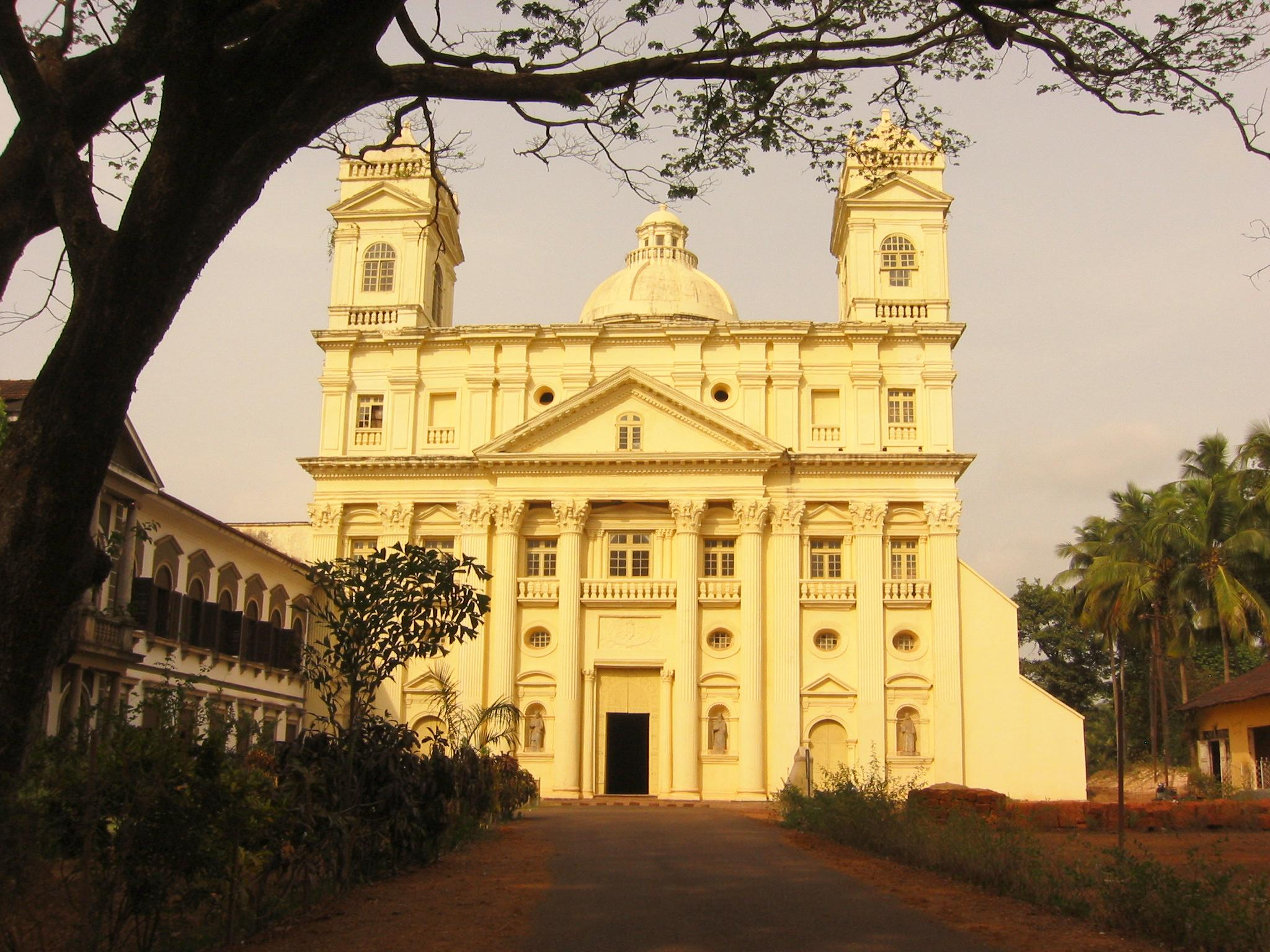
Iglesia de la Divina Providencia (San Cayetano)
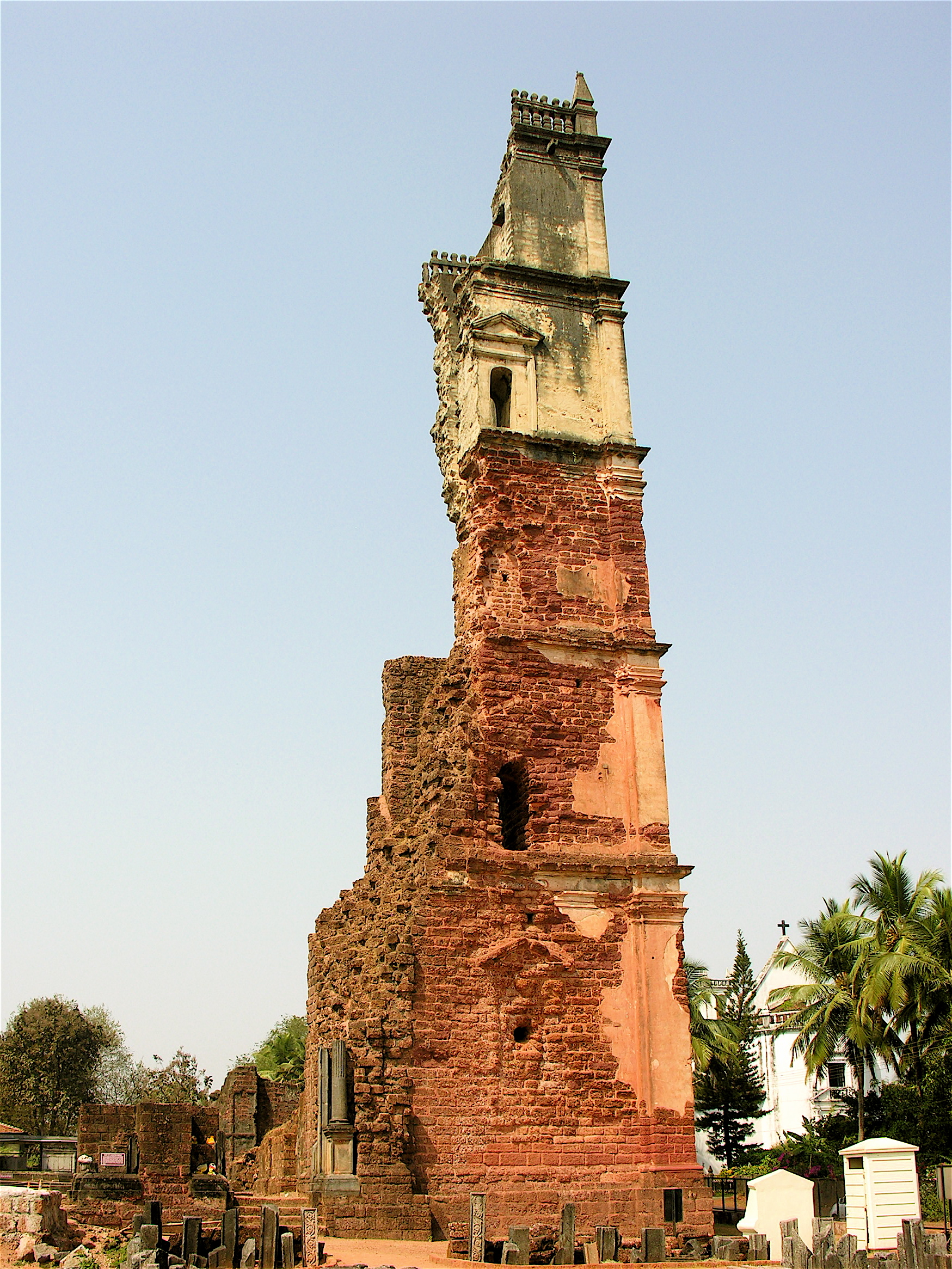
Ruinas de la Iglesia de San Agustín
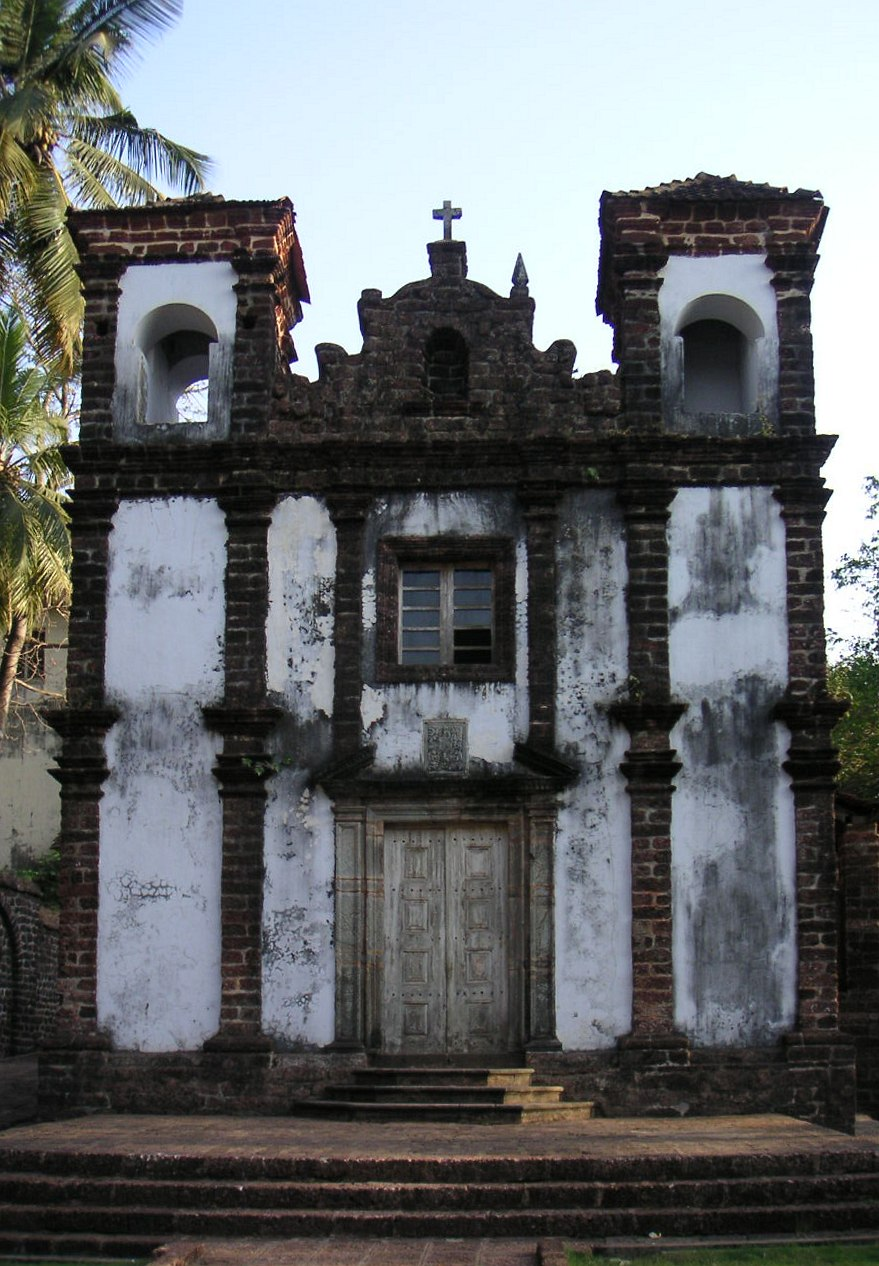
Capilla de Santa Catalina